# Avesta (stad)
Avesta is een stad in de gemeente Avesta in het landschap Dalarna en de provincie Dalarnas län in Zweden. De stad heeft 14738 inwoners (2005) en een oppervlakte van 1344 hectare. Door de stad loopt de rivier de Dalälven.
In Avesta begint het wandelpad Bruksleden, een 250 km lang pad, dat loopt tussen Västerås en Avesta. In Avesta is een groot dalapaard gemaakt van beton te vinden, dit dalapaard is het grootste dalapaard van Zweden.

## Geschiedenis
In de Scandinavische middeleeuwen was er al op deze locatie een hoogoven. In 1636 werd er begonnen met de bouw van een grote kopermijn dat uitgegraven werd vlak bij de nederzetting van Avesta.

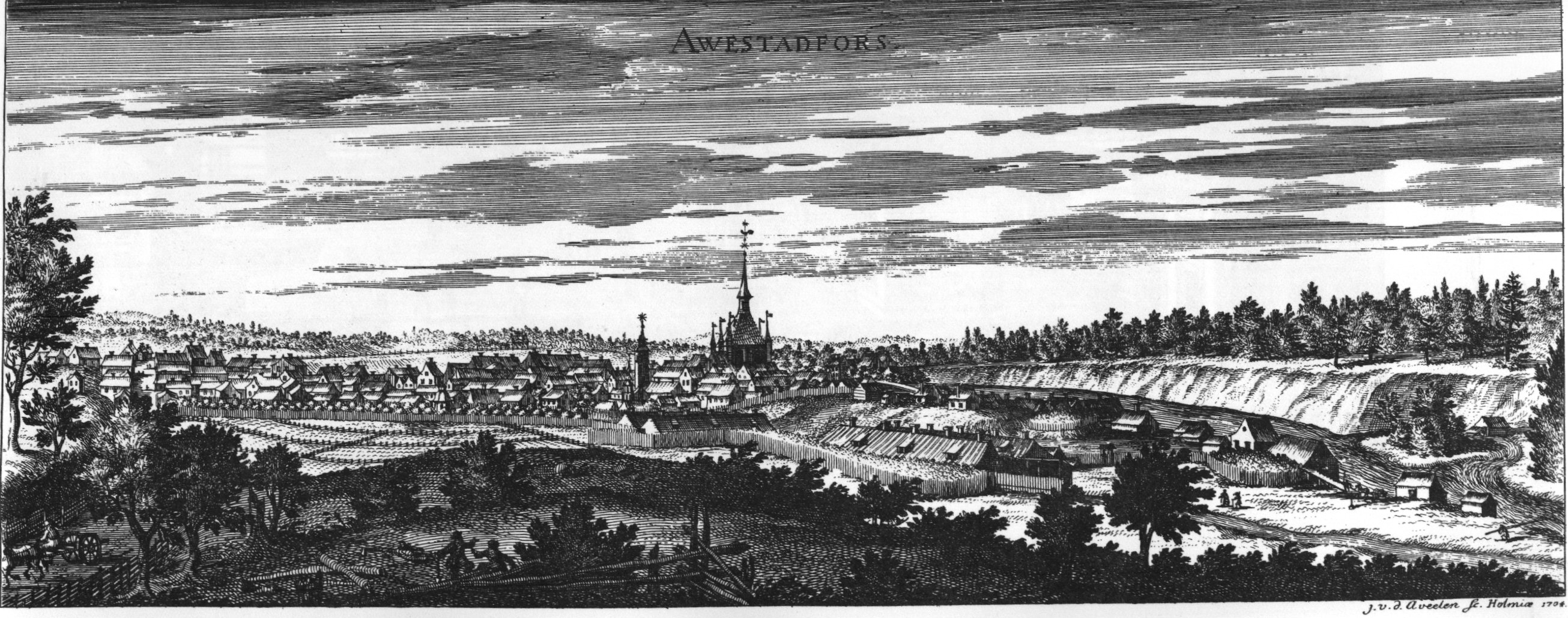
Avesta stad (1690)

De plaats Avesta ontving diverse stadspriveliges in 1641 dat wel onder de stad Falun bleef vallen, in 1644 kwam daar nog een kopermijn bij. Echter werden de stadsrechten in 1688 weer ingetrokken door klachten en competitie drang van de naburige stad Falun. Het slaan van koper munten werd vervolgd tot in 1831 en het werken met koper bleef in functie tot in 1869.
De volledige stadsrechten kreeg Avesta pas weer in 1919. Als stadswapen werd gekozen voor Koper en IJzer initialen.

## Verkeer en vervoer
Bij de plaats lopen de Riksväg 68 en Riksväg 70.
De plaats heeft een station aan de spoorlijnen Godsstråket genom Bergslagen en Uppsala - Morastrand.

## Geboren
- Lina Hurtig (1995), voetbalster